# Sepp Blatter
Joseph (Sepp) Blatter, geboren als Josef Blatter (Visp (Wallis), 10 maart 1936) is een Zwitsers voormalig sportbestuurder. Hij werd op 8 juni 1998 voorzitter van de wereldvoetbalbond FIFA en werd op 29 mei 2015 herkozen voor zijn vijfde termijn. 
Van 8 oktober 2015 tot 7 oktober 2021 was hij geschorst voor alle voetbalactiviteiten wegens het als FIFA-president zonder legale basis betalen van twee miljoen Zwitserse franken aan de toenmalig vicepresident van de FIFA en toenmalig UEFA-voorzitter Michel Platini. 

## Levensloop
Hij werd geboren als Josef Blatter. Nadat hij in 1981 secretaris-generaal van de FIFA werd, veranderde hij zijn voornaam in die van Joseph. De S. die hij onofficieel in zijn naam gebruikt staat voor zijn roepnaam Sepp.
Blatter was van 1948 tot 1971 actief als voetballer en speelde in de hoogste klasse van het Zwitserse amateurvoetbal. In zijn lange carrière als bestuurder begon hij als hoofd pr-zaken voor het bureau voor toerisme in zijn geboortestreek Wallis. Daarna werd hij secretaris-generaal van de Zwitserse ijshockeybond. Later, als voorzitter van het Zwitsers Olympisch Comité, had hij een aandeel in keuzes betreffende de Olympische Spelen van 1972 en 1976. 

### FIFA
Vanaf 1975 tot 1981 werkte hij als technisch directeur voor de FIFA en van 1981 tot 1998 was hij secretaris-generaal van de FIFA.
Op 8 juni 1998 werd hij voor het eerst gekozen tot voorzitter van de FIFA, nadat hij UEFA-voorzitter Lennart Johansson in een rechtstreekse verkiezing versloeg. De verkiezing liep niet zonder problemen, aangezien er verhalen de ronde deden over fraude en omkoperij. Er was onder andere een directe beschuldiging tegen Farra Ado, een lid van de Somalische voetbalbond, die $100.000 zou hebben ontvangen door op Blatter te stemmen. Ondanks deze beschuldigingen en geruchten bleef Blatter aan als voorzitter. In 2002, 2011 en 2015 werd hij herkozen.
In 2014 zei Blatter dat hij zich opnieuw verkiesbaar zou stellen voor de positie van FIFA-voorzitter. Op 15 mei 2014 zei hij dat de toewijzing van het Wereldkampioenschap voetbal 2022 aan Qatar een fout was, gezien de extreme weersomstandigheden. Circa één week voor de verkiezingen van de nieuwe president van de FIFA, kwam de positie van Blatter nog steviger onder druk. Zeven FIFA-officials werden gearresteerd in Zürich, op verdenking van corruptie. Blatter gaf echter aan nog steeds door te willen en werd op 29 mei 2015 herkozen als voorzitter. Hij kreeg de steun van 133 van de 209 aangesloten voetbalbonden. Vier dagen later maakte Blatter bekend alsnog op te stappen als voorzitter van de FIFA. Als reden gaf hij dat het voor hem niet voelde dat hij de steun had van de hele voetbalwereld. Hij kondigde een spoedcongres van de wereldvoetbalbond aan om zijn opvolger te kiezen. Dat congres werd gepland voor 26 februari 2016, waar Gianni Infantino werd gekozen als de nieuwe voorzitter van de wereldvoetbalbond FIFA.
De tuchtraad van de ethische commissie van de FIFA schorste Blatter op 21 december 2015 voor acht jaar.

#### Veranderingen in de voetballerij
Onder Blatter zijn er een aantal veranderingen in de voetbalwereld tot stand gekomen.
- Zijn persoonlijke wens om een WK eindronde te organiseren op Afrikaans grondgebied kreeg gestalte met het Wereldkampioenschap voetbal 2010, dat in Zuid-Afrika werd gehouden. Zuid-Afrika verloor de stemming voor het organiseren van het Wereldkampioenschap voetbal 2006 nipt van Duitsland. Blatter moedigde in de periode voorafgaand aan beide verkiezingen Afrikaanse landen aan zich vooral in te schrijven als mogelijk organiserend land.
- Blatter zorgde ervoor dat de winnaar van het WK voetbal zich niet langer automatisch kwalificeert voor het daaropvolgende WK. Winnaar van het Wereldkampioenschap voetbal 2002, Brazilië, was derhalve het eerste land in de geschiedenis van het voetbal dat wereldkampioen werd, maar zich toch diende te kwalificeren voor het daaropvolgende WK.

Sommige van zijn ideeën werden uitgeprobeerd, maar later weer aangepast.
- De 'silver goal', die de 'golden goal' verving, was een idee van Blatter. Veel voetbalfans protesteerden tegen deze nieuwe regel, omdat de regel het voetbal minder aantrekkelijk zou maken. De regel werd in gebruik genomen tijdens het EK voetbal 2004. Daarna werd het verweer tegen de regel groter en werd zowel de silver goal als de golden goal afgeschaft, zodat de gewone verlenging van 2 x 15 minuten met eventueel daaropvolgende strafschoppen in ere hersteld werd.

#### Kritiek
Blatter kreeg eind oktober 2013 veel kritiek over zich heen toen hij liet merken absoluut niet gecharmeerd te zijn van Real Madrid-vedette Cristiano Ronaldo, maar wel van diens sportieve rivaal Lionel Messi. Blatter zette Ronaldo neer als 'commandant' en maakte ook een grap over het budget dat Ronaldo zou besteden aan kappersbezoekjes. Ronaldo reageerde op deze uitspraak door in de wedstrijd tegen Sevilla FC te salueren na een van zijn doelpunten. Blatter bood later zijn excuses aan, maar gaf nogmaals aan dat "Leonard Messi" zijn lieveling is.
Blatter raakte in meerdere landen in opspraak toen hij tijdens de loting voor het Wereldkampioenschap voetbal 2014 de ingelaste minuut stilte voor de overleden Nelson Mandela al na 11 seconden verbrak. De Nederlandse bondscoach Louis van Gaal noemde de actie een beetje beschamend. KNVB-voorzitter Michael van Praag noemde het optreden van Blatter zelfs behoorlijk ongepast en sprak de hoop uit dat Blatter in 2015 niet opnieuw herkozen zou worden.
In mei 2016 maakte de FIFA bekend dat Blatter zich tijdens zijn werkzaamheden voor de FIFA ten onrechte zou hebben verrijkt. Volgens de FIFA zou hij dat hebben gedaan in samenspraak met Jérôme Valcke (voormalig secretaris-generaal van de FIFA) en Markus Kattner (voormalig financieel directeur van de wereldvoetbalbond). In totaal zou het drietal volgens de FIFA meer dan 79 miljoen Zwitserse franken (omgerekend 72 miljoen euro) in eigen zak gestoken hebben. De drie zouden elkaar forse salarisverhogingen hebben gegeven, WK-premies hebben toebedeeld en andere bonussen hebben gegeven zonder tussenkomst van derden. Volgens de FIFA was er sprake van een gecoördineerde werkwijze. De betalingen komen volgens de FIFA niet overeen met die in de officiële stukken. De FIFA gaf de resultaten van het interne onderzoek door aan justitie in Zwitserland en de Verenigde Staten. Beide doen onderzoek naar eventuele malversaties bij de FIFA. Blatter ontkende de onregelmatigheden.

#### Schorsingen als FIFA-voorzitter
De tuchtraad van de ethische commissie van de FIFA schorste Blatter op 21 december 2015 voor acht jaar. De schorsing ging per direct in. Het werd hem verboden om in die periode voetbalgerelateerde activiteiten te ontplooien die op enigerlei wijze verband houden met de FIFA, zowel op sportief, administratief als op alle andere denkbare terreinen. Tevens kreeg hij een boete van 50.000 Zwitserse franken opgelegd. 
Als reden gaf de commissie dat hij in februari 2011 ten onrechte aan de vicepresident van de FIFA en UEFA-voorzitter Michel Platini een betaling heeft verricht van twee miljoen Zwitserse franken. Volgens Blatter en Platini zou het geld een verlate verrekening zijn voor legitieme diensten die Platini tussen januari 2001 en juni 2002 voor de FIFA uitgevoerd zou hebben. De ethische commissie van de FIFA was echter van mening dat daarvoor geen legale basis bestond. Blatter en Platini voerden aan dat er een mondelinge overeenkomst was, maar die opmerkingen werden als niet overtuigend beschouwd. De commissie oordeelde dat er geen bewijs was gevonden dat Blatter de Fransman had omgekocht, maar wel dat er voldoende gronden waren aan te nemen dat de betaling als een geschenk kon worden gezien en daarmee als een overtreding van de FIFA-regels. Het werd Blatter verder verweten dat hij altijd over de betaling gezwegen had. Platini werd eveneens voor acht jaar geschorst. Hij kreeg een boete van 80.000 Zwitserse franken.
Hangende het onderzoek werden Blatter en Platini op 8 oktober 2015 al voor 90 dagen door deze commissie geschorst. Deze schorsing impliceerde eveneens een verbod op alle activiteiten betreffende de voetbalsport op nationaal en internationaal niveau met ingang van de dag van uitspraak. Als gevolg daarvan werd Blatter ontheven van zijn taken als voorzitter en kon hij de FIFA niet vertegenwoordigen.
De procureur-generaal van Zwitserland opende op 24 september 2015 in een afzonderlijke procedure een strafrechtelijk onderzoek naar Blatter op verdenking van 'crimineel mismanagement' en 'verduistering'. Blatter wordt ervan verdacht op 12 september 2005 een contract te hebben gesloten met de Caraïbische Voetbalunie, indertijd geleid door Jack Warner, dat ongunstig was voor de wereldvoetbalbond. Tevens is er de verdenking dat hij bij deze afspraak mensen heeft omgekocht en daarmee tegen het belang van de FIFA gehandeld heeft en/of dat van FIFA Marketing & TV AG. Een andere verdenking is de onterechte betaling van twee miljoen Zwitserse franken aan Platini, waarvoor de ethische commissie van de FIFA hem eerst 90 dagen en enkele maanden later acht jaar zou schorsen. Op 25 september 2015 deed het Zwitserse Openbaar Ministerie een inval in het FIFA-kantoor van Blatter, waarbij gegevens in beslag werden genomen.
Op 24 februari 2016 werd zijn ban in hoger beroep teruggebracht tot zes jaar. Hij ging in hoger beroep bij het sporttribunaal CAS en verlangde intrekking van de hele schorsing. Op 5 december 2016 vonniste het sporttribunaal dat het de schorsing van zes jaar wenste te handhaven. In maart 2020 sloot het Zwitserse gerecht het onderzoek naar de aanklacht inzake de tv-rechten af zonder dat tot vervolging werd overgegaan. Blijft over de tweede aanklacht: een betaling aan de toenmalige UEFA-voorzitter Michel Platini.

### Onschendbaarheid
Blatter genoot bijna zijn gehele carrière als sportbestuurder van een zelf gecreëerde positie van onschendbaarheid. Het Zwitserse parlement bepaalde in december 2014 dat hij vanaf de twaalfde van die maand voortaan zou worden aangemerkt als politically exposed person (PEP), een status voor mensen met maatschappelijke functies die hen gevoelig maakt voor omkoping. Deze maatregel maakte de financiële gegevens van Blatter inzichtelijk voor de Zwitserse autoriteiten.

### Privé
Blatter trouwde drie keer. Hij scheidde van zijn eerste en laatste echtgenote. Zijn tweede vrouw overleed aan complicaties na een operatie. Hij heeft een dochter uit zijn eerste huwelijk. 
In 2015 en januari 2021 werd hij opgenomen met ernstige gezondheidsproblemen in het ziekenhuis.
Robert Guérin (1904–1906) · 
Daniel Burley Woolfall (1906–1918) · 
Jules Rimet (1921–1954) · 
Rodolphe William Seeldrayers (1954–1955) · 
Arthur Drewry (1955–1961) · 
Sir Stanley Rous (1961–1974) · 
João Havelange (1974–1998) · 
Sepp Blatter (1998–2015) · 
Issa Hayatou (2015–2016) · 
Gianni Infantino (2016–heden)
- Base de données des élites suisses: 62155
- Bibliothèque nationale de France: cb15107913j (data)
- Gemeinsame Normdatei: 13346895X
- International Standard Name Identifier: 0000 0000 7877 4269
- Library of Congress Control Number: nb2007006905
- Nationale Bibliotheek van Tsjechië: js20020722035
- Nederlandse Thesaurus van Auteursnamen: 39849701X
- Système universitaire de documentation: 094626561
- Virtual International Authority File: 45492410
- WorldCat: E39PBJwdftb6mpPk3fVFX6Xw4q